# ペラベス
ペラベス（PERAVES ）は、スイスに本拠地を置く自動車メーカーである。1980年にはクローズドキャビンの製造販売も行い、1984年から2005年にかけて「ECOMOBILE」が100台製造された。2006年から2008年にかけて「Monotracer」が製造され、2009年にはシリーズ化された。2009年には「Monotracer」が18台製造され、2010年には36台製造された。2008年初めにバッテリー充電式の「e-Tracer」が製造され、2010年末にはMonotracerを補う予定である。2011年には全体的に100台ほど「Monotracer」と「e-Tracer」が生産される。

## 主力製品
- ECOMOBILE
  - Standard-Eco
  - Super-Eco
  - Super-Turbo-Eco
  - TURBO-MONO-ECO
  - Bilder Brno 07
- Monotracer
- e-Tracer